# Wo bitte geht’s zu Gott? fragte das kleine Ferkel
Wo bitte geht’s zu Gott? fragte das kleine Ferkel (auch kurz: Ferkelbuch) ist ein religionskritisches Kinderbuch von Michael Schmidt-Salomon, illustriert von Helge Nyncke. Das Buch wurde von der Giordano-Bruno-Stiftung gefördert und ist im Oktober 2007 im Alibri Verlag erschienen. Im Dezember 2007 stellte das Bundesministerium für Familie, Senioren, Frauen und Jugend einen Antrag bei der Bundesprüfstelle für jugendgefährdende Medien auf Indizierung des Kinderbuchs als jugendgefährdende Schrift. Dieser wurde am 6. März 2008 abgelehnt.
Ebenfalls im Alibri Verlag erschien 2011 eine Übersetzung ins Esperanto. Eine polnische Version erschien 2021 bei Czarna Owca. Die von Fiona Lorenz besorgte Textübersetzung ins Englische wurde auf der Internetseite des Buches veröffentlicht.

## Inhalt
Das 40 Seiten umfassende Buch erzählt die Geschichte eines Ferkels und eines Igels, die eines Tages an ihrem Haus ein Plakat mit der Aufschrift finden: „Wer Gott nicht kennt, dem fehlt etwas!“ Daraufhin begeben sich beide auf die Suche nach Gott und befragen Geistliche der drei größten Buchreligionen, des Christentums, des Islams und der Jüdischen Religion. Sie treffen auf einen Rabbi, der von einem strafenden Gott berichtet. Ferkel und Igel können die Geschichte von der Sintflut kaum glauben und sind erschrocken über das Leid, das der strafende Gott ausgelöst hat. Auf die Frage, warum Gott dies getan hat, antwortet der Rabbi, dass er die Menschen strafen wollte, weil sie an andere Götter glaubten. Als Ferkel nachfragt, woher der Rabbi wisse, dass auch sein Gott nicht nur eine Einbildung sei, wenn sich Menschen auch andere Götter einbilden könnten, wirft der Rabbi Igel und Ferkel wütend aus der Synagoge heraus. Daraufhin begeben sie sich in eine Kirche, wo sie auf einen Bischof treffen. Dieser erzählt ihnen vom Opfertod Jesu und dass sein Blut die Menschen reinwaschen sollte. Igel und Ferkel können nicht recht verstehen, wieso man sich mit Blut reinigen könnte. Als das Ferkel plötzlich in der Kirche ein paar „Kekse“ entdeckt und sich diese in den Mund steckt, erklärt ihm der Bischof erbost, dass es sich hierbei um den Leib Christi handle. Da beiden bei dieser Nachricht schlecht wird und sie den Eindruck bekommen, sie hätten es mit Kannibalen zu tun, verlassen sie fluchtartig die Kirche. Im dritten Haus, einer Moschee, treffen sie auf einen Mufti. Dieser erzählt ihnen, dass sie Gott kennenlernen könnten, wenn sie Moslems werden würden. Als das Ferkel allerdings erfährt, dass es sich dafür fünfmal am Tag waschen müsste, merkte es an, dass Gott wohl einen Waschfimmel haben muss. Der Igel betont, dass er keinesfalls fünfmal am Tag beten wird, da er Besseres zu tun habe. Daraufhin erzählt der Mufti den beiden von der Hölle, in die alle kommen, die die Regeln nicht befolgen würden, die Gott Mohammed vorgab. Als das Ferkel fragt, woher der Mufti denn wisse, ob sich Mohammed das alles nicht nur zum Spaß ausgedacht habe, wirft der Mufti die beiden aus der Moschee.

Schließlich treffen der Bischof, der Rabbi und der Mufti aufeinander und wollen sich Ferkel und Igel greifen, dabei führen sie religiöse Streitgespräche, beispielsweise wessen Hölle heißer sei. Ferkel und Igel stellen schließlich fest, dass Gott offenbar nur Angst machen wolle und dass sie vor ihrer Suche nach Gott keine Angst hatten und sie das auch nicht weiter gestört hat. In der Konsequenz verändern sie das Plakat an ihrem Haus so, dass nun zu lesen ist: „Wer Gott kennt, dem fehlt etwas.“ – „Nämlich hier oben“, wie Ferkel anmerkt. Danach bauen sie aus dem Plakat kleine Papierflieger und lassen sie fliegen.

## Kontroverse und Reaktionen

### Indizierungsantrag in Deutschland
Im Dezember 2007 beantragte das Bundesministerium für Familie, Senioren, Frauen und Jugend die Indizierung des Kinderbuchs als jugendgefährdende Schrift. In dem Buch würden die drei Weltreligionen verächtlich gemacht und der Lächerlichkeit preisgegeben. Im Antrag heißt es, Text und Abbildung des Buches wiesen „mithin antisemitische Tendenzen auf“. Das Buch sei somit geeignet, „Kinder und Jugendliche sozial-ethisch zu desorientieren“. Es wurde hervorgehoben, dass Medien, die eine feindselige Haltung gegen Nationalitäten, Religionen oder bestimmten Gruppen erzeugen, zum Rassenhass anreizen. Über den Antrag wurde am 6. März 2008 entschieden.
Der Antrag zitiert folgende Textstelle:
„Eines Tages“, sagte der Rabbi, „ärgerte sich Gott, der Herr, so sehr über die Menschen, dass er sich entschloss, alles Leben auf der Erde zu vernichten.“ „Alles Leben?“, fragte das Ferkel erschrocken. „Alle Menschenbabys, alle Omas und alle Tiere? Auch die Ferkel, die Igel, die Schmetterlinge und die kleinen Meerschweinchen?“ „Ja, alles Leben“, antwortete der Rabbi.
In der zugehörigen Illustration lassen verstreute Gegenstände wie Babyschnuller ahnen, dass bei der Sintflut kleine Kinder umgekommen sind. Der Antrag beschreibt, dass der Rabbi in der bildlichen Darstellung mit „entgleisten Gesichtszügen und den stereotypen Merkmalen eines streng orthodoxen Juden in negativer Weise dargestellt“ wird.
Aus dieser Textpassage ergebe sich eine Darstellung der „jüdische(n) Religion als besonders Angst einflößend und grausam“. Eine Abbildung, die zeige, wie der Rabbi „einem Vertreter des christlichen Glaubens eine Schriftrolle auf den Mund drückt und ihn zu ersticken droht“, sowie die Bilder der Sintflut-Handlung stellten „die jüdische Religion als besonders menschenverachtend, grausam und mitleidslos dar“. Die Darstellung würde suggerieren, dass das Judentum andere Religionen vernichten und seinen Glauben auch mit Gewalt durchsetzen würde.
In ihrer Verteidigungsschrift konnten die Autoren den Antisemitismusvorwurf entkräften. Auch der pro-israelische Journalist jüdischer Abstammung Henryk Broder wies den Vorwurf zurück (s. u.). Das Zwölfer-Gremium der Bundesprüfstelle kam zu dem Schluss, dass das Ferkelbuch nicht antisemitisch sei, da es alle Religionen gleichermaßen angreife. Ob das Buch das religiöse Empfinden der Gläubigen verletze, sei für die Prüfstelle nicht entscheidend, da es ihr nur um den Tatbestand der Jugendgefährdung gehe.
Durch die Medienaufmerksamkeit sowie durch die drohende Indizierung stiegen die Verkaufszahlen des Kinderbuchs infolge des Antrags kurzfristig stark an, so dass es in der Bestsellerliste für Bilderbücher des buchreport im Juni 2008 Rang 10 erreichte. Vor Erscheinen der vierten Auflage wurde das Buch über 12.000 mal verkauft.

#### Medienreaktionen
Mit dem Indizierungsantrag des Bundesministeriums wurde das Kinderbuch zum Thema umfangreicher medialer Berichterstattung, die sich vor allem auf diesen Antrag bezog. Auch außerhalb des deutschen Raumes fanden das Buch und der Indizierungsantrag publizistisches Echo, so etwa in der israelischen Zeitung Haaretz. In einer englischen Zeitung wurde das Buch als „Kinderausgabe von Richard Dawkins’ Der Gotteswahn“ bezeichnet.
In der Süddeutschen Zeitung wurde das Buch als „fundamentalistisch(e)“ Reaktion auf weltweiten religiösen Fundamentalismus bezeichnet, dessen „Indizierungsverfahren des Bundesfamilienministeriums schon aus ästhetischen Gründen zu begrüßen“ sei, der Rabbi erinnere „an Karikaturen aus den dreißiger Jahren“ und die Sequenz zum Islam sei „genauso infam wie die Bilder des Hassrabbis“. Nach Ansicht der Welt sei das Buch „für die Zensur viel zu schlecht“, es enthalte „elementare Fehler“ in der Darstellung des Judentums.
Die Zeit findet die Aufregung um das Buch übertrieben: Es handele sich dabei nicht um eine „antisemitische Hetzschrift (…), sondern lediglich (um) eine humorlose Polemik mit ansprechenden Illustrationen und schlichtem ideologischen Hintergrund“. Schmidt-Salomon wird beschieden, er zeige sich als „selbstgerechter und eindimensionaler Religionshasser“, der nun auch Kinderbücher benutze, „um seine naive und völlig dialektikfreie Version von Aufklärung zu propagieren“. Eine Indizierung hält die Wochenzeitung für „überzogen“. Die Neue Zürcher Zeitung befand das Buch für „platt“, hielt aber eine Indizierung für „albern“ und dumm.

#### Reaktionen der Verfasser
„Dieser Antisemitismusvorwurf ist nichts weiter als ein fadenscheiniger Vorwand, um Religionskritik aus den Kinderstuben zu verbannen“, entgegnete Autor Schmidt-Salomon. Offenbar wisse man im Ministerium nicht, „dass die allermeisten Juden progressiv, wenn nicht gar säkular, denken und sich in einer Schärfe, die das Familienministerium arg erschrecken würde, von jenen ultraorthodoxen Wirrköpfen distanzieren, die meinen, das Alte Testament bzw. die Thora wörtlich nehmen zu müssen“. Nur diese Ultraorthodoxen seien in seinem Buch dargestellt. Wenn seine Wiedergabe der Sintflut-Geschichte Anstoß errege, müsse man „zuerst einmal die Bibel auf den Index der jugendgefährdenden Schriften stellen“, sagte Schmidt-Salomon weiter.
Illustrator Helge Nyncke sagte, die „ganz bewusste gestalterische Gleichbehandlung aller drei Religionsvertreter werde absichtlich unterschlagen und in antijüdische Propaganda umgemünzt“. Dass man in das Bild der Rangelei der Glaubensvertreter eine Mordabsicht des Rabbiners interpretiere, sei eine Projektion der eigenen vorurteilsgeprägten Sichtweise. Auf der Website zum Buch gibt Nyncke an, er habe bei der Darstellung des Rabbis mit „großer Sorgfalt und Bedacht“ darauf geachtet, „keine stereotypen negativen Klischeebilder zu verwenden“. Die Verfasser erklären und rechtfertigen in ihrer Verteidigungsschrift gegen den Indizierungsantrag sehr detailliert jede einzelne Abbildung und jeden Textteil.
Dem Fundamentalismus-Vorwurf begegnete Schmidt-Salomon mit der Klarstellung, dass das Buch sogar „eher agnostisch als atheistisch“ argumentiere. Ferkel und Igel seien darüber hinaus „geradezu Musterbeispiele für Toleranz“. Obwohl sie „von den Gottesdienern ziemlich in die Mangel genommen“ würden, machten sie „keinerlei Anstalten, die Religionen anzugreifen oder gar verbieten zu wollen“. Schmidt-Salomon verweist darauf, dass Toleranz wörtlich nur das „Ertragen“ des Anderen bedeutet und sich insofern von „Respekt“ unterscheidet. Auf die inhaltliche Kritik der Süddeutschen Zeitung und der Welt entgegnete Schmidt-Salomon, dass die Autoren des Artikels die Darstellungen des Buches in Einzelaspekten missverstanden hätten. So sei beispielsweise das dargestellte jüdische Gotteshaus keine Synagoge, sondern der Tempel in Jerusalem.
Um die Indizierung des Kinderbuchs zu verhindern, startete der Alibri-Verlag zusammen mit dem Autor die Kampagne „Rettet das kleine Ferkel!“. Der Alibri-Verleger Gunnar Schedel kündigte an, dass man gegen eine mögliche Indizierung von Seiten der Bundesprüfstelle klagen werde. Nach der Ablehnung des Antrages sprach Helge Nyncke von einem „Sieg des gesunden Menschenverstandes über das religiöse Scheuklappendenken“.

#### Reaktionen der säkularen Verbände
Eine Gruppe von 22 säkularen Verbänden und Organisationen aus Deutschland, Österreich und der Schweiz veröffentlichte am 6. Februar 2008 eine gemeinsame Erklärung gegen den Indizierungsantrag. Darin forderten sie „Meinungsfreiheit auch für Religionskritiker“, die Ablehnung des Antrages durch die Bundesprüfstelle sowie vom Familienministerium „eine öffentliche Zurücknahme der darin enthaltenen unberechtigten und rufschädigenden Vorwürfe gegenüber den Verantwortlichen für das Kinderbuch.“ Den Indizierungsantrag des Familienministeriums bewerteten die Unterzeichner dabei als einen „Versuch der weltanschaulichen Zensur“. Zu den Unterzeichnern der gemeinsamen Erklärung gehörten unter anderen der Bund für Geistesfreiheit Bayern, der Deutsche Freidenker-Verband, der Freidenkerbund Österreichs, der Internationale Bund der Konfessionslosen und Atheisten und der Zentralrat der Ex-Muslime.
Peter Adloff vom Humanistischen Verband Deutschlands (HVD) findet, dass das Buch zwar nicht dazu beitrage, „dass Kinder ihr Weltbild klären und weiterentwickeln können, oder dass sie lernen, sich in einer pluralistischen Welt zu orientieren. […] Daraus den Umkehrschluss zu ziehen, dass es ihnen schadet, so dass der Staat eingreifen muss“, hielt er jedoch für unangemessen. Dem Verband, der auch den humanistischen Lebenskundeunterricht in Berlin organisiert, sei es aber wichtig, „nicht mit der Position des Anti-Religion-Agitators verwechselt“ zu werden. Während Schmidt-Salomon „die Priesterbetrugstheorien des 18. Jahrhunderts zu favorisieren“ scheine, orientiere sich der Lebenskundeunterricht des HVD „an Feuerbach und der psychoanalytischen Religionsanalyse, um eine Erziehung zur Mündigkeit zu befördern.“
Der Präsident des Dachverbands Freier Weltanschauungsgemeinschaften e. V. (DFW), Volker Mueller, positionierte sich gegen den Indizierungsantrag, stellte aber fest: „Die allgemeine Meinungsfreiheit und die Freiheit der Kunst werden durch diesen Indizierungsantrag, im Gegensatz zu manchen aktuellen Behauptungen, nicht beschnitten. Wäre es ohne verfassungsgemäße Gründe zu einem Verbot des Buches oder einer Zensur gekommen, wäre der Dachverband Freier Weltanschauungsgemeinschaften e. V. (DFW) sicher sofort auf der Barrikade, um die demokratischen Freiheitsrechte mit zu verteidigen.“

#### Reaktionen der Religionsgemeinschaften
Vertreter der drei im Buch kritisierten Religionen nahmen zum Verfahren Stellung.

##### Judentum
Der Zentralrat der Juden in Deutschland hielt das Buch nicht für antisemitisch, da es „gleichermaßen alle drei großen monotheistischen Religionen verleumde.“ Generalsekretär Stephan Kramer hielt das Buch dennoch für „gefährliche Antireligionshetze“ und forderte eine Indizierung. Er nannte das Buch „ekelhaft, gefährlich und militant atheistisch“. Mit der Darstellung nackter Religionsvertreter sei das Buch zudem „… geschmacklos“. Das dort dargebotene Bild nackter Menschen könnte heranwachsenden Kindern sogar Angst machen. Der Landesrabbiner von Schleswig-Holstein, Walter Rothschild sprach von einem „Hassbuch“, äußerte sich aber gegen eine Indizierung. 

##### Evangelische Kirche
Die Kulturbeauftragte der Evangelischen Kirche in Deutschland behauptete, dass das Buch Stürmer-ähnliche Karikaturen enthalte.
Der evangelische Theologe Eberhard Jüngel nennt seinen kurzen Kommentar zum Buch „Eine Danksagung an atheistische Polemik“. Jüngel hebt auf den Schlusssatz des Buches ab: „Und die Moral von der Geschicht’: Wer Gott nicht kennt, der braucht ihn nicht.“ Er stellt dazu fest: „Well roared, young pig! Denn wie sollte man denn jemanden ‚brauchen‘ oder gar jemanden lieben, wenn man ihn gar nicht kennt? (…) Was können die christlichen Kirchen von dieser Art Atheismus lernen? Antwort: das, was sie eigentlich schon immer wissen sollten. Nämlich dass es darauf ankommt, Gott bekannt zu machen. Und zwar so, wie er sich selber in der Person Jesu Christi bekannt gemacht hat: als ein dem gottlosen Menschen zutiefst menschlich begegnender Gott. Wenn uns Christenmenschen der gegenwärtige Atheismus dazu herausfordert, diesen Gott bekannt zu machen, könnte man geradezu dankbar dafür sein, dass es noch immer atheistische Polemik gibt.“

##### Katholische Kirche
Das katholische Bistum Rottenburg-Stuttgart hatte bereits kurz nach Erscheinen Antrag auf eine strafrechtliche Prüfung gestellt, da, so der Antrag, das Buch den Glauben für unsinnig erklären wolle. Die zuständige Staatsanwaltschaft Aschaffenburg sah keine strafbaren Inhalte. Allerdings bezeichnete Oberstaatsanwalt Ernst Wich-Knoten das Ferkelbuch als „perfides Machwerk in der Maske des religiösen Kinderbuchs.“ Auch der Tübinger Religionspädagoge Albert Biesinger behauptete Ähnlichkeiten zum Stürmer. Er sagte, dass das Buch „den Tatbestand der Beleidigung“ erfülle, da darin Christen als „Menschenfresser“ bezeichnet würden.
Der Regensburger Bischof Gerhard Ludwig Müller bezeichnete Schmidt-Salomon in einer Predigt am 25. Mai 2008 als „geistigen Amokläufer, der Gläubige als Schweine einstuft und Kindsmord befürwortet“. Nachdem das Bistum aufgefordert worden war, eine Unterlassungserklärung zu unterzeichnen, wurde die online verfügbare Predigt gegen eine entschärfte Fassung ausgetauscht. Darüber hinaus berief sich das Bistum aber auf die Meinungsfreiheit des Predigenden. Daraufhin reichte Schmidt-Salomon Klage gegen den Bischof ein, um sich gegen die aus seiner Sicht beleidigenden und wahrheitswidrigen Unterstellungen zu wehren. Das Verwaltungsgericht Regensburg sah keine Wiederholungsgefahr beim Regensburger Bischof und wies die Klage ab. In der Berufungsinstanz entschied der Bayerische Verwaltungsgerichtshof jedoch zugunsten Schmidt-Salomons. Das Gericht stellte fest, dass die „Behauptungen des Bischofs im Widerspruch zu Schmidt-Salomons tatsächlichen Veröffentlichungen standen und geeignet waren, dessen Ansehen in der Öffentlichkeit zu schaden.“ Der Bischof habe seine „Pflicht zur Sorgfalt, Sachlichkeit und Wahrhaftigkeit nicht erfüllt“ und den Schriftsteller in seinem „Persönlichkeitsrecht verletzt“. Die entstandenen vorgerichtlichen Rechtsanwaltskosten wurden Müller auferlegt.

##### Islam
Der Zentralrat der Muslime in Deutschland forderte die Indizierung.

#### Politische Stimmen
Die Bundestagsfraktion der Partei Bündnis 90/Die Grünen hielt auf Anfrage der neuatheistischen Bewegung The Brights trotz scharfer Kritik am Buch selbst die Meinungs- und Kunstfreiheit für das höhere Gut und hielt die beabsichtigte Indizierung nicht für angebracht und erforderlich.
Die Bundestagsabgeordnete Ulla Jelpke (Die Linke) befand, dass das Buch „einen Beitrag zu einer (…) humanistischen Erziehung leisten“ könne. Das Indizierungsvorhaben hielt sie „für einen untragbaren Rückfall in das Mittelalter“, weshalb sie auch „den Aufruf gegen diesen Anschlag auf die Meinungsfreiheit unterzeichnet“ habe.
Nach Ablehnung des Indizierungsantrags erklärte der innenpolitische Sprecher der CDU/CSU-Bundestagsfraktion, Hans-Peter Uhl, das Buch könne sich zwar formell auf die Freiheiten des Grundgesetzes berufen, es widerspreche jedoch „dem Geist der verfassungsmäßigen Ordnung“, die ein Recht der Gläubigen auf Respekt einschließe. Weiter heißt es in seiner Presseerklärung: „Absichtliches Missverstehen, Verkürzen und Verhöhnen religiöser Bekenntnisse ist eine Schande für eine aufgeklärte pluralistische Gesellschaft. Kinderbücher dieses Inhalts haben bildungsfeindliche Wirkung.“

#### Weitere Reaktionen
Micha Brumlik von der Universität Frankfurt und ehemaliger Vorsitzender der Arbeitsgemeinschaft Juden und Christen beim Deutschen Evangelischen Kirchentag sagte, der Antrag habe eine Berechtigung. Sein Frankfurter Kollege Hans-Heino Ewers, Leiter des „Instituts für Jugendbuchforschung“, hält das Ferkelbuch für „dümmliche Religionskritik“, die eine liberale Gesellschaft akzeptieren muss, und die Darstellung des Rabbis für „historisch geschmacklos“, den Indizierungsantrag hält er jedoch für „einen Einbruch, eine Unterminierung liberalen Denkens.“
Henryk M. Broder nannte in einem Deutschlandradio-Interview den Indizierungsantrag „lächerlich“. Das Ferkelbuch sei nicht antisemitisch, da es sich nicht speziell gegen Juden richte. Er betonte, es sei ein Grundrecht, sich über Religionen lustig machen zu dürfen.
Das P.E.N.-Zentrum deutschsprachiger Autoren im Ausland diskutierte den Indizierungsantrag: Fred Viebahn sprach von einem Zensurversuch und forderte eine kritische Presseerklärung des Zentrums. Auch Peter Finkelgruen meinte, dass es „Aufgabe einer Vereinigung von Autoren sein (sollte), sich gegen Indizierung auszusprechen“. Gabrielle Alioth entgegnete, dass dies dem Buch „unverdienterweise noch mehr Aufmerksamkeit geben“ würde.
Der ehemalige DDR-Bürgerrechtler Lutz Rathenow lobte: „Ein hübscher Buchgedanke, eine in sich stimmige a-religiöse Kindergeschichte“, störte sich aber an den zwei „Schlußseiten, die eine derart primitive Atheismus-Vorstellung“ verbreiteten, dass „man sich schon fast wieder schämen“ könne. Der Antisemitismus-Vorwurf aber sei ein „Vorwand für die Unlust am Atheismus des Bandes“. Der Journalist und Theologe Ulrich W. Sahm sieht „zweifelsohne eine böswillige, vielleicht gar antisemitisch angehauchte Darstellung“, die zudem dumm und fehlerbehaftet sei. Für diese Darstellung wurde Sahm im Juli 2008 wegen ehrverletzender Aussagen vom Deutschen Presserat gerügt. Die konservative Autorin Freya Klier nannte das Buch „demagogisch und intolerant gegenüber Andersdenkenden“.

## Das Buch
- Michael Schmidt-Salomon, Helge Nyncke: Wo bitte geht’s zu Gott?, fragte das kleine Ferkel., Alibri Verlag, Aschaffenburg 2007, ISBN 978-3-86569-030-2